# غل ملك (ده كردي)
غل ملك (بالفارسية: گل ملک) هي قرية تقع في إيران في البلدة المركزية. يقدر عدد سكانها بـ 228 نسمة بحسب إحصاء 2016.